# 趙融
趙融（？—？），字稚長，天水郡西县（今甘肃省天水市秦州区）人，靈帝時西園八校尉之一。
中平五年（188年）八月，漢靈帝劉宏因忌憚何進而初置西園軍，拜西園八校尉，任用趙融擔任助軍左校尉，與袁紹、鮑鴻、曹操、馮芳、夏牟、淳于瓊同屬於上軍校尉蹇碩統制，由於直接受命於皇帝，一時聲勢浩大，連何進亦要受其命令。
赵融听说袁绍招请北海郑玄而不以礼相待，于是评价道：“贤能的人，是君子所期望的。不礼遇贤能之人，就是失去君子的期望。那些有作为的君主，不敢失去百姓的欢心，何况是对于君子呢？失去了君子的期望，想要有所作为就很难了。”
趙融曾任蕩寇將軍，建安元年（196年），禰衡北遊到許都。有人問他：「為何不結交陳長文、司馬伯達呢？」禰衡說:「怎麼要使我去結交這些殺豬賣酒的小兒！」那人再問:「覺得曹公，荀令君，趙融怎樣？」禰衡仇視曹操，亦怕曹操手下相害而不評論，見荀彧儀表堂堂，趙融大腹便便，便羞辱二人說：「文若可借他的臉給人弔喪（弔喪一般派有姿貌的人去，意為荀彧虛有其表），稚長可讓他管理廚房膳食（諷刺趙融愛吃肉）。」